# Kulosaari (ö i Mellersta Finland, Joutsa)
Kulosaari är en ö i Finland. Den ligger i sjön Suontee och i kommunen Joutsa i den ekonomiska regionen  Joutsa ekonomiska region  och landskapet Mellersta Finland, i den södra delen av landet, 180 km norr om huvudstaden Helsingfors. Öns area är 1,8 hektar och dess största längd är 350 meter i nord-sydlig riktning.